# La Fête espagnole (film, 1920)
Pour les articles homonymes, voir La Fête espagnole.
Pour plus de détails, voir Fiche technique et Distribution.
La Fête espagnole est un film muet français réalisé par Germaine Dulac, sorti en 1920.

## Synopsis
Soledad est convoitée par 2 hommes. Elle leur propose un combat pour que le plus fort gagne son amour [...]

## Fiche technique
Sauf indication contraire, les informations mentionnées dans cette section peuvent être confirmées par la base de données cinématographiques IMDb,  présente dans la section « Liens externes ».
- Titre : La Fête espagnole
- Réalisation : Germaine Dulac
- Scénario : Louis Delluc
- Photographie : Paul Parguel et Georges Raulet
- Producteur : Serge Sandberg
- Société de production : Les Films Louis Nalpas
- Pays de production :  France
- Langue : film muet avec les intertitres  en français
- Format : Noir et blanc — 35 mm — 1,33:1 — Muet
- Métrage :
- Genre : Film dramatique
- Durée : 67 minutes
- Dates de sortie :
  - France : 1920

## Distribution
- Ève Francis : 	Soledad
- Gabriel Gabrio
- Anna Gay
- Gaston Modot
- Jean Toulout : Miguélan
- Robert Delsol : Juanito